# Chiba Tetsuya
Chiba Tetsuya (千葉 徹彌 (Thiên Diệp Triệt Di)/ ちばてつや), sinh ngày 11 tháng 1 năm 1939, là một mangaka Nhật Bản, ông được biết tới nhiều nhất qua các loạt manga về thể thao như Ashita no Jō, Notari Matsutarō hay Siêu quậy Teppi (Ore wa Teppei).

## Tiểu sử
Chiba Tetsuya sinh năm 1939 tại Tokyo nhưng sống phần lớn thời thơ ấu của ông ở Mãn Châu Lý, khi đó còn là thuộc địa của Đế quốc Nhật trong Chiến tranh Trung-Nhật, nơi bố của Chiba làm việc trong một nhà máy sản xuất giấy. Một trong số những người em của Chiba Tetsuya sau này cũng trở thành một mangaka, đó là Akio Chiba, người giành Giải manga Shogakukan năm 1977.
Năm 1956, khi vẫn còn là học sinh trung học, Chiba Tetsuya sáng tác bộ manga đầu tay của ông có tên Fukushū no Semushi Otoko. Năm 1958 ông bắt đầu sự nghiệp sáng tác chuyên nghiệp cho một tạp chí shōjo với tác phẩm Butōkai no Shōjo. Sau đó Chiba bắt đầu chuyển hướng sang sáng tác các bộ manga thể loại shōnen và seinen với đề tài chủ yếu là thể thao. Tác phẩm đáng nhớ nhất của Chiba có lẽ là bộ truyện tranh Ashita no Jō (あしたのジョー,) nói về một vận động viên quyền Anh có tên Jō Yabuki. Năm 1978 Chiba Tetsuya đã được trao Giải thưởng manga Shogakukan hạng mục seinen cho bộ truyện Notari Matsutaro (のたり松太郎), một tác phẩm lấy đề tài về môn vật sumo. Ngoài Ashita no Jō và Notari Matsutaro, Chiba Tetsuya còn có các tác phẩm đáng chú ý khác như Siêu quậy Teppi (Ore wa Teppei, おれは鉄兵) lấy đề tài kiếm đạo hay Ashita Tenki ni Naare (あした天気になあれ) lấy đề tài golf.

## Giải thưởng
Trong sự nghiệp của mình, Chiba Tetsuya đã được trao một số giải thưởng quan trọng như:
- Giải thưởng manga cho trẻ em của Kodansha (1962)
- Giải thưởng văn hóa Kodansha (1976)
- Giải thưởng đặc biệt của Hội nghệ sĩ truyện tranh Nhật Bản (1977)
- Giải thưởng manga Shogakukan (1978)
- Giải của Bộ trưởng Bộ Giáo dục (2001)